# Quercus subspathulata
Quercus subspathulata és una espècie de roure que pertany a la família de les fagàcies. Està dins de la secció dels roures blancs del gènere Quercus.

## Descripció
Quercus subspathulata és un petit arbre caducifoli que pot créixer entre 4 a 15 m d'alçada. El seu tronc fa entre 15 a 46 cm de diàmetre. L'escorça és de color cafè. Les branquetes fan entre 2 a 4 mm de gruix, sense pèls, grises, pruïnosos, amb lenticel·les grogues pàl·lides. Els brots ovoides d'entre 2 a 3 mm de llarg. Les estípules persistents en les gemmes terminals. Les fulles fan entre 6 a 24 cm de llarg per 3 a 12 cm d'ample, obovades, espàtules, coriàcies. Els marges de les fulles tenen entre 5 a 10 ondulacions a cada costat, de color verd pàl·lid i lleugerament brillant per sobre i glauc-cerós per sota. De vegades amb alguns pèls glandulars i menys tricomes estrellats al llarg de les grans venes, entre 8 a 12 parells de venes remotament impressionats adaxialment, prominents per sota. El pecíol és gruixut, sense pèl entre 3 a 5 mm de llarg. Les glans són ovoides i fan entre 22 a 24 mm de llarg per 8 a 10 mm de diàmetre, en grup de 2 o 3 glans, i estan tancades 1/3 o més per una tomentosa cúpula. Les glans maduren al cap d'1 any, entre els mesos de setembre a gener.

## Distribució i hàbitat
És endèmic a Mèxic, als estats de Chihuahua, Durango, Jalisco, Nayarit, Sinaloa i Sonora.
Quercus subspathulata creix en rodolons i vessants, en alzinedes, boscos de pi i alzines, mesòfil de muntanya i tropical caducifoli entre els 1700 als 2600 m, i sobre sòls pedregosos profunds. Està en situació vulnerable per la seva distribució restringida i la transformació de l'hàbitat per tala i cultius.

## Usos
La fusta de Quercus subspathulata serveix per fer llenya, carbó, fabricació de pals de tanques i caps de
eines.

## Taxonomia
Quercus subspathulata  va ser descrita per William Trelease i publicat a Memoirs of the National Academy of Sciences 20: 56, pl. 52. 1924.
Etimologia
Quercus: nom genèric del llatí que designava igualment al roure i a l'alzina.
subspathulata: epítet llatí compost que significa "per sota en forma d'espasa ampla de doble tall, sabres".